# Joseph Fesch
Pour les articles homonymes, voir Fesch.
Joseph Fesch, né à Ajaccio le 3 janvier 1763 et mort à Rome le 13 mai 1839, est un ecclésiastique français, archevêque de Lyon de 1802 à 1839. Il était l'oncle de Napoléon Bonaparte.

## Biographie

### Famille
Il est le fils de François Fesch, officier bâlois du régiment suisse de Boccard, un régiment au service de la France envoyé secourir la république de Gênes. Après s'être converti au catholicisme, celui-ci épouse Angèle-Marie Pietrasanta, veuve de Jean-Jérome Ramolino. De ce précédent mariage, elle avait eu une fille, Maria Letizia Ramolino, future Lætitia Bonaparte et mère de Napoléon. Joseph Fesch avait 13 ans de moins que sa demi-sœur et 6 ans de plus que son neveu. Dans son enfance, Joseph partagera les jeux et les études des enfants de Letizia, les maisons Fesch et Bonaparte se faisaient face dans l'étroite rue Malerba à Ajaccio.

### Dans les ordres
Après des études chez les Jésuites à Ajaccio, il obtient, grâce à l'archidiacre Lucien Bonaparte et aux États de Corse, une bourse royale pour entrer au Séminaire d'Aix-en-Provence de 1781 à 1786. Il entre ainsi dans les ordres et est ordonné prêtre à la fin de 1785 à Aix par l'évêque de Vence. Au moment où éclate la Révolution, il était archidiacre (ayant récupéré la fonction de Lucien Bonaparte) et prévôt du chapitre d'Ajaccio, une des positions du clergé les plus importantes de la ville. Il est favorable aux idées nouvelles, devient membre du club des Amis de la Constitution et prête le serment constitutionnel. En 1791, il devient grand vicaire de l'évêque constitutionnel de Corse.
En 1793, Joseph Fesch, avec la famille Bonaparte, fuit les partisans de Pascal Paoli et se réfugie en Provence, près de Toulon à La Valette. Sous la Terreur, ayant abandonné l'habit, il devient d'abord garde-magasin d'une division de l'armée des Alpes avant de se voir confier par son neveu Napoléon Bonaparte la charge, en 1795, de commis aux marchés de fournitures pour l'armée d'Italie. Durant cette campagne, il commence une collection de tableaux appelée à devenir l'une des plus riches de France voire d'Europe.
Il réintègre l'Église en 1800 et en 1802, son neveu Napoléon le nomme au diocèse de Lyon, réunissant les départements du Rhône, de la Loire et de l'Ain.

### Archevêque
Il devint alors archevêque de Lyon le 22 juillet 1802, et primat des Gaules à la tête de l'Église de France. Le cardinal Fesch séjournera assez peu à Lyon, moins de trois ans en douze ans d’épiscopat.
À son arrivée, en décembre 1802, il affronte les mêmes difficultés que son prédécesseur : clergé décimé, dispersé, divisé, et biens saisis. Il choisit habilement trois vicaires généraux : deux non-jureurs, son ami Gaspard-André Jauffret comme vicaire général qui, quelques années plus tard, deviendra évêque de Metz, Jean-Baptiste Courbon, ancien grand vicaire de Yves Alexandre de Marbeuf et un ancien constitutionnel, Renaud, vicaire épiscopal des évêques Adrien Lamourette et Claude Primat. Ils rebâtiront le diocèse dans la foulée du Concordat de 1801 après les tensions et ruptures de la Révolution. L’archevêque se montre ferme pour obtenir la soumission des constitutionnels mais assez discret pour ne pas les humilier. Cherchant à remettre les choses en place, il rend au chapitre primatial une part de ses prérogatives et permet au clergé de porter la soutane ; il obtient de l’administration le retour des processions, et préside celle de la Fête-Dieu en 1803. Il rouvre l’école cléricale Leidrade et le séminaire, installe un corps professoral et près de 80 séminaristes.

En juin 1803, il confirme plus de 10 000 fidèles. Après cette année d’activité apostolique et pastorale, nommé ambassadeur à Rome, J. Fesch quitte Lyon le 15 juin en laissant des consignes strictes. Cette même année, il devient le premier cardinal de l'Église restaurée ; Bonaparte est personnellement intervenu en sa faveur, écrivant au Pape Pie VII : 

« L'archevêque de Lyon est un ecclésiastique distingué par la sévérité de sa morale et l'attachement particulier que je lui porte, étant mon proche parent. »

En 1804, le cardinal ne fait que passer. Il demeure quelques semaines au printemps 1805 pour accueillir l’empereur en route vers l’Italie, puis le pape Pie VII en avril 1805 – visite qui lui permet d’établir de manière éclatante le retour du culte et d’asseoir son autorité pastorale.
En 1807, il restaure l’office choral du chapitre primatial et entreprend la visite canonique de son diocèse durant quatre mois ; mais la plupart du temps, il est retenu à Paris par sa charge de Grand Aumônier. Il y attache l'abbé Jauffret, et l'abbé Courbon devient alors son principal vicaire général à Lyon, avec qui il reste en lien étroit.
Le cardinal prend soin de son diocèse. La Révolution a entraîné une baisse considérable du nombre de prêtres. À son arrivée à Lyon, il évaluait à 240 le manque de pasteurs. Aussi rétablit-il très rapidement le grand séminaire de la place Croix-Paquet et le confie aux Sulpiciens. Il fonde six petits séminaires. Il a aussi le projet d’une école supérieure de sciences religieuses et acquiert, à cette fin, l’ancienne Chartreuse du Lus Saint-Esprit, sur la colline de la Croix-Rousse ; mais il ne pourra mener à terme ce projet qui sera repris en 1825 par l'abbé Pousset avec l'Institution des Chartreux.
Partageant la réserve impériale pour la réinstallation d’ordres religieux difficilement contrôlables, il encourage cependant la réinstallation de moniales bénédictines de Saint-Pierre-les-Nonnains, et de congrégations vouées à l’éducation, religieuses de Saint-Charles et de Saint-Joseph, ou, en 1804, celle des Frères des écoles chrétiennes, alors réfugiés en Italie. Il encourage une société de prêtres diocésains, la société des Prêtres de Saint-Irénée, qui connaîtra beaucoup d’ampleur après son départ.
De mars 1812 à la chute de l’Empire, Joseph Fesch se consacre à la pastorale et réside de nouveau à Lyon ; il parcourt le Beaujolais et le Roannais en visite canonique tandis que la politique religieuse de l'administration se durcit. Les sulpiciens, jugés trop ultramontains, quittent le séminaire ; l’archevêque doit reconstituer un corps professoral. Puis l’enseignement est interdit dans les petits séminaires et les garçons doivent aller au lycée ; Joseph Fesch répartit alors les enfants dans des familles de confiance.
Pendant la campagne de France, il se réfugie à Pradines auprès de moniales bénédictines. Il quitte le diocèse le 11 février 1814 à l’annonce de l’avancée des troupes autrichiennes et laisse des pouvoirs étendus à son vicaire général Courbon.
Puis il gagne Rome où il s’établit, Louis XVIII lui refusant l'administration de son diocèse. Fesch refusera jusqu’à sa mort le 13 mai 1839 de se démettre de son siège lyonnais.
En 1822, le pape Pie VII redimensionna le diocèse de Lyon au niveau des départements du Rhône et de la Loire, en détachant le département de l'Ain pour rétablir l'évêché de Belley.
En dépit de ses déplacements et de ses missions romaines, soucieux de son diocèse auquel il resta fort attaché jusqu’à la fin de sa vie, Joseph Fesch le dirigea réellement, contrairement à nombre d’évêques d’Ancien Régime consacrant plus de temps à la Cour qu’à leur diocèse.

### Diplomate
Pour obtenir la reconnaissance de l'Empire par le pape, Napoléon, alors Premier Consul, envoie son oncle comme ambassadeur à la cour de Rome, où il le charge de négocier la venue de Pie VII à Paris pour le sacre. Le secrétaire particulier du cardinal à l'ambassade est Chateaubriand. La veille de la cérémonie du sacre, quand Joséphine avoue au pape qu'elle et Bonaparte ne sont pas unis religieusement, c'est encore Fesch qui est chargé de donner aux époux une discrète bénédiction nuptiale.
Il cumule les décorations : chevalier de l'ordre de l'Éperon d'or par le pape Pie VII le 10 août 1802, grand officier (25 prairial an XII (14 juin 1804) puis grand-aigle de la Légion d'honneur le 13 pluviôse an XIII (2 février 1805) par le premier Consul, et chevalier de la Toison d'or en juillet 1805 par le roi Charles IV d'Espagne.
En 1805, élevé aux dignités de grand aumônier de l'Empire, de comte et de sénateur, ses relations avec son neveu paraissent bonnes. Elles vont se détériorer lors de la crise entre la France et le Saint-Siège. Le cardinal restant fidèle au pape, se trouve en effet dans une situation difficile face à Napoléon, qu'il s'efforce de modérer.
En 1806, celui-ci le rappelle de son ambassade à Rome, le soupçonnant de tarder volontairement à obtenir l'adhésion du pape à la guerre contre l'Autriche. La même année Fesch est nommé coadjuteur de l'archi-chancelier de l'Empire d'Allemagne (ancien Électeur de Mayence).
En 1807, en remerciement de ses services et en tant que membre de la maison impériale, Napoléon Ier lui attribue par décret impérial et par lettres patentes le titre de prince de l'Empire (« prince français ») avec le prédicat d'altesse sérénissime.
L'enlèvement et la déportation du pape Pie VII le choquent profondément ; il n'ose protester ouvertement auprès de Napoléon qui le contraint par ailleurs à accepter l'annulation de son premier mariage ; mais il refuse l'archevêché de Paris.

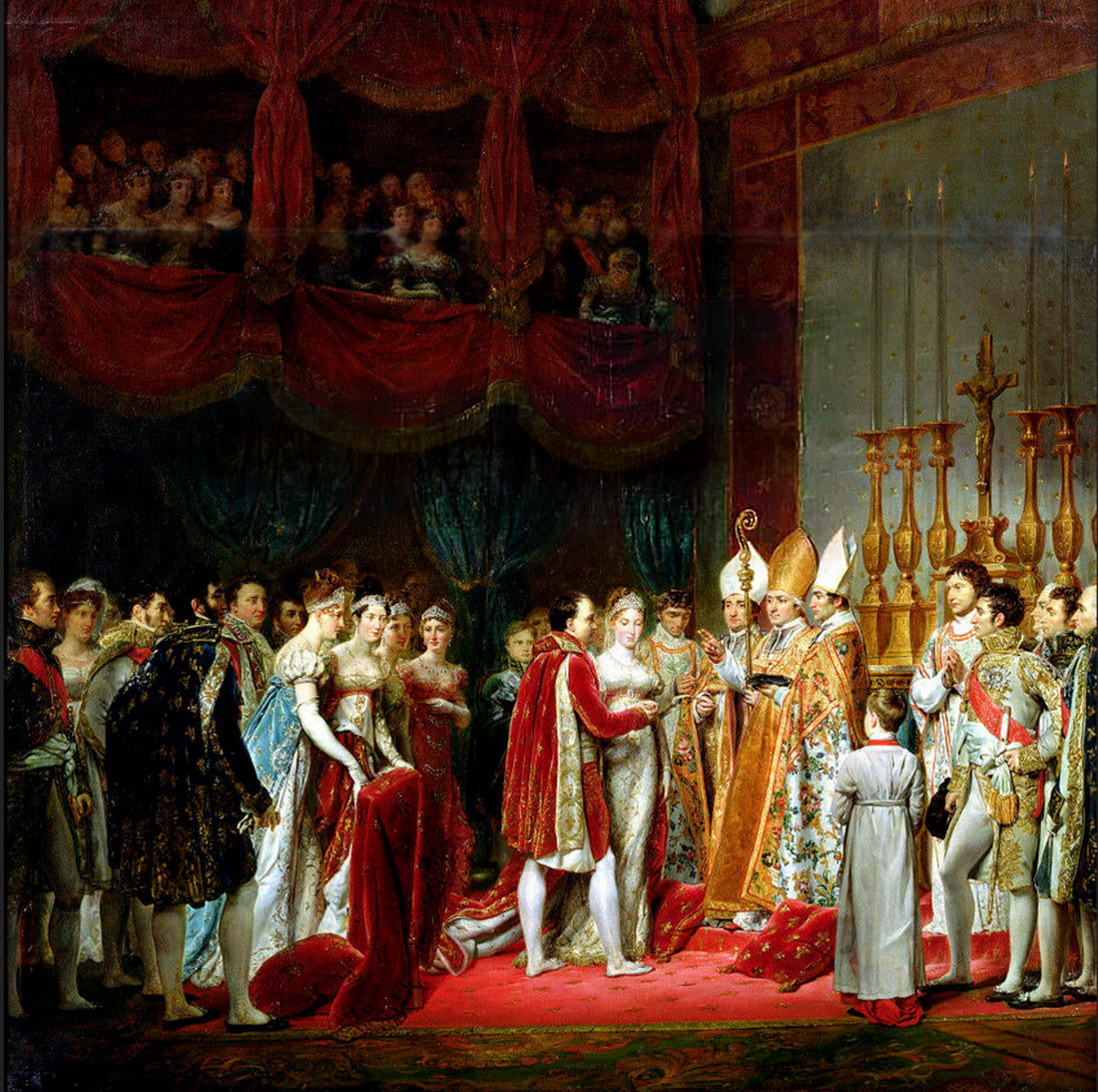
Georges Rouget, Mariage de et de Marie-Louise. 2 Avril 1810 (1810), château de Versailles. Cérémonie à laquelle assiste le cardinal Fesch

Le 1er août 1810 au palais des Tuileries, Fesch consacre le mariage de Napoléon Ier et de la nouvelle impératrice Marie-Louise.
Le 4 novembre 1810, dans la chapelle du château de Fontainebleau, il baptise le troisième fils de Louis Bonaparte et de la Reine Hortense, le futur Napoléon III à la naissance duquel il avait assisté en avril 1808.
Les rapports se tendent entre Napoléon et son oncle ; la lettre que fait parvenir Fesch en 1810 au pape lors de son transfert de Savone à Fontainebleau signe leur rupture.
Après la naissance du roi de Rome le 20 mars 1811, Fesch est chargé de baptiser l'héritier de Napoléon lors d'une cérémonie solennelle à la cathédrale Notre-Dame-de-Paris le 9 juin 1811. Cette même année, en tant que chef de l'Église de France, il préside le concile national avec une certaine indépendance.
L'empereur lui retire alors la charge de grand aumônier, le privant d'une partie de ses revenus ; il l'assigne en outre à résidence dans son diocèse de Lyon où il restera jusqu'en 1814.
Pourtant le cardinal Fesch n'a cessé d'être loyal envers Napoléon Ier. Lors des Cent-Jours, l'empereur le nomme pair de France, mais le cardinal ne siégea pas.
Après l'abdication et Waterloo, il alla vivre à Rome où il fut accueilli par Pie VII, sa maison servant de point de rencontre aux Bonaparte en exil. Il passa ses derniers jours dans l'étude des lettres et des arts, sans jamais consentir à se démettre de son archevêché.

### Amateur d'art

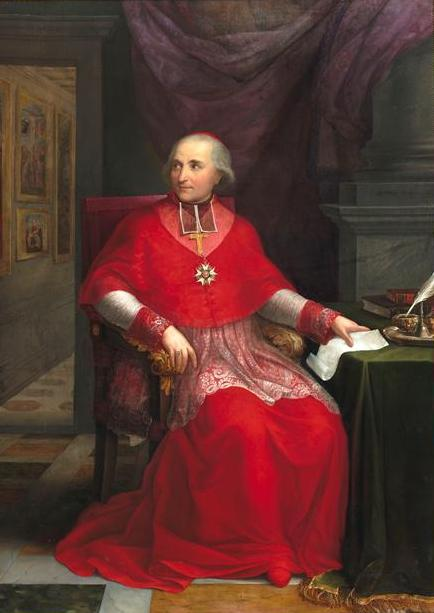
École française du XIXe siècle, Le Cardinal Fesch, château de Fontainebleau.

Le cardinal Fesch avait recueilli 3 000 tableaux, avec des œuvres remarquables au milieu de quantité de médiocrités, car il achetait souvent des ensembles complets.
Fixé à Rome au Palais Falconieri, il y faisait volontiers les honneurs de sa collection, où les peintures des primitifs italiens ne manquaient pas. Il laissa à sa mort 17 626 objets d'art et 16 000 tableaux, dont 1 000 avaient été légués à la Ville d'Ajaccio ; ce legs est à l'origine de la création du musée Fesch.
La vente en plusieurs sessions de cette galerie, en 1841 et 1845 entraîna la dispersion de peintures de Nicolas Poussin, Rembrandt, Giorgione, dont il ne mesurait peut-être pas la valeur[réf. nécessaire]. Cette précédente affirmation est toutefois nettement à nuancer :

« Apprenait-il [le cardinal] qu'une collection devait être mise en vente, grande ou petite, riche ou médiocre, quelle qu'elle fût, pourvu qu'elle renfermât un tableau remarquable, aussitôt il donnait l'ordre qu'on l'achetât, et à tout prix. Rien ne lui coûtait pour l'emporter sur ses concurrents, lorsqu'il pouvait craindre que l’œuvre d'un grand maître lui échappât : les prix les plus élevés ne l'arrêtaient pas. C'est ainsi qu'il devint possesseur de La prédication de Saint Jean-Baptiste par Rembrandt, du Voyage de Jacob par Adriaen Van de Velde, du Chasseur endormi de Metsu, de la Vue de Hollande par Hobbema, du Retour de chasse par Wouwermans, du Paysage par Isaac [Van] Ostade, etc., etc., qu'il paya à des prix excessifs pour l'époque, mais qui sont loin pourtant de répondre à la valeur actuelle des tableaux. Ces achats, tout en attestant de la grande libéralité du Cardinal, prouvaient encore en lui, indépendamment des circonstances et des choses, un grand discernement et un jugement éclairé. »

— Monsieur George, peintre, commissaire-expert du musée royal du Louvre (Galerie de feu S. E. le Cardinal Fesch, ancien archevêque de Lyon, primat des Gaules, etc., etc., ou Catalogue raisonné des tableaux de cette galerie, accompagné des notices historiques et analytiques des maîtres des écoles flamande, hollandaise et allemande, deuxième et troisième partie, Rome, 1844 p. 5.)
Dans sa biographie du peintre Jean Gigoux (1895), A. Estignard indique qu'à la vente de 1845 le marquis d'Hertford — créateur de l'actuelle Wallace collection — acquit pour 33 223 francs La Danse des Saisons et pour 9 400 francs Le Repos de Poussin et mentionne également : 
- un grand paysage de Meindert Hobbema (44 520 francs) ;
- Le Miroir brisé de Jean-Baptiste Greuze (18 698 francs) ;
- deux portraits par Rembrandt (24 792 francs) ;
- Le Charlatan de Karel Dujardin (16 165 francs) ;
- un Lever du soleil dans un port de mer de Claude Lorrain (28 105 francs) ;
- un Retour de chasse de Philips Wouwerman (68 727 francs).

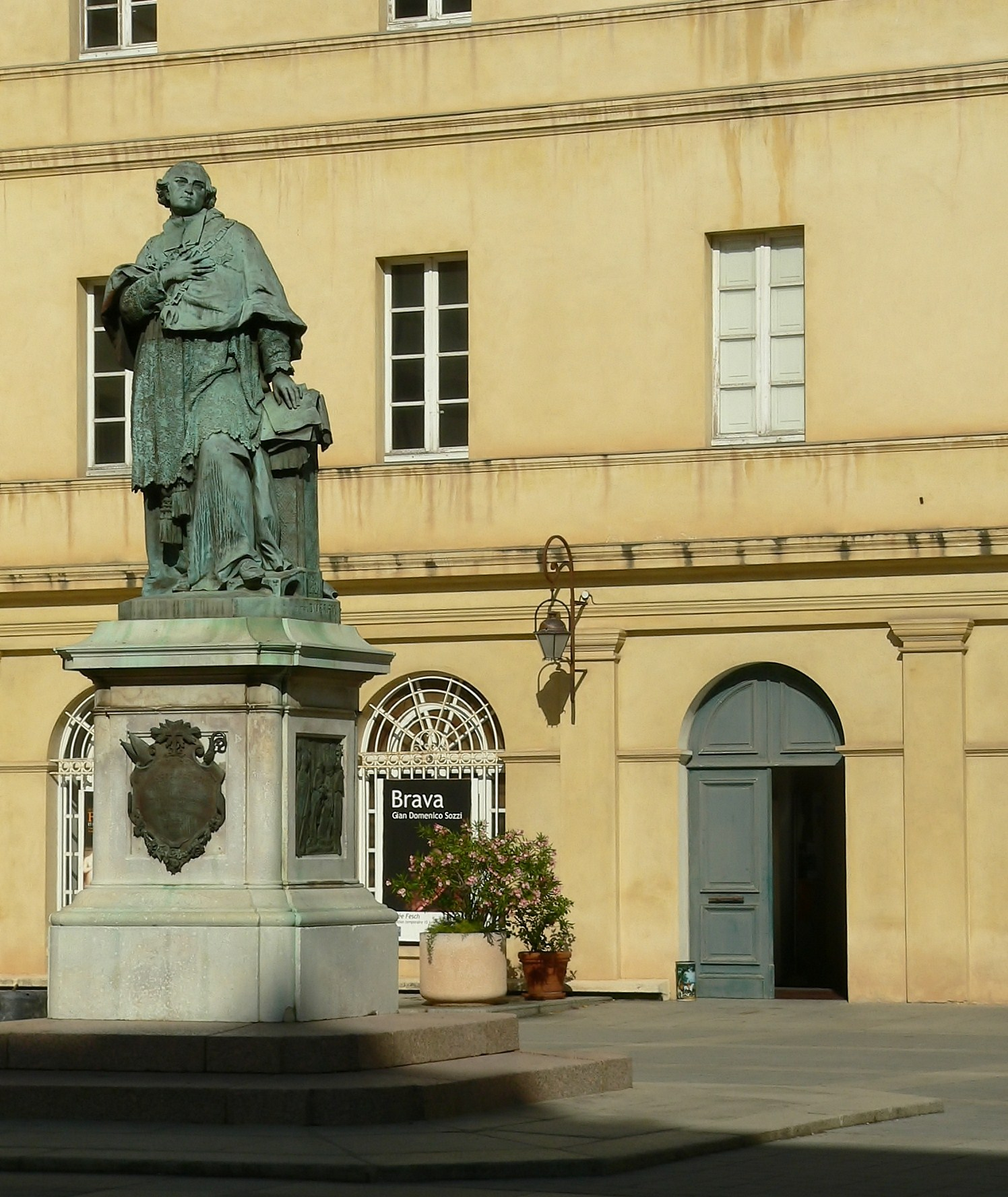
Gabriel-Vital Dubray, Monument au cardinal Fesch (1856), Ajaccio, cour du musée Fesch.

Le collectionneur vu par un peintre :

« Parmi les galeries célèbres était celle du cardinal Fesch […]. Au fond d'un immense cabinet rectangulaire et complètement garni de tableaux était assis, à une table de travail, un petit vieillard à perruque […] le cardinal parla peinture avec une science, une compétence rares, en homme qui aime les arts, qui a beaucoup vu, beaucoup étudié avec des aptitudes exceptionnelles. Sa galerie était garnie de chefs-d'œuvre admirablement conservés ; elle était riche surtout en tableaux de l'école hollandaise et flamande (Potter, Berghem, Winants, Ryusdael, Hobbema) mais, au milieu, les Poussin tenaient la première place ; le célèbre collectionneur en avait beaucoup, paraissait affectionner tout spécialement le maître  et prétendait connaître son œuvre tout entier et le nombre exact de ses tableaux ; on eût cru entendre un vieux brocanteur faisant valoir sa marchandise. »

— A. Estignard (Jean Gigoux, sa vie, ses œuvres, ses collections, Besançon, Delagrange, 1895, p. 25 à 27.
La cour du musée est ornée du monument en bronze élevé à la mémoire du prélat en 1856 par Gabriel-Vital Dubray.

## Succession apostolique
Joseph Fesch a ordonné les évêques suivants :
- Évêque Nicolas-Marie Fournier de la Contamine (1806)
- Évêque Gaspard-Jean-André Jauffret (1806)
- Évêque Fabien-Sébastien Imberties (1806)
- Archevêque Étienne-Marie de Boulogne (1809)
- Évêque Francesco Stracchini (1819)

#### Ouvrages anciens
- Marie-Nicolas Bouillet  et Alexis Chassang (dir.), « Joseph Fesch » dans Dictionnaire universel d’histoire et de géographie, 1878 (lire sur Wikisource)